# São Silvestre
São Silvestre ist eine Gemeinde (Freguesia) im portugiesischen Kreis Coimbra. In ihr leben 2794 Einwohner (Stand 19. April 2021).